# Новолутовиново
Новолутовиново — деревня в Новодеревеньковском районе Орловской области.
Входит в состав муниципального образования Судбищенское сельское поселение.

## География
Расположена юго-западнее деревни Дубровка рядом с лесным массивом, откуда берёт начало речка, впадающая в реку Любовша.
Соединена с Дубровкой просёлочной дорогой.

## Население
| 2010 |
| ---- |
| 36   |